# Glyptidotea lichtensteini
Glyptidotea lichtensteini es la única especie del género Glyptidotea. Fue descrito por Stebbing en 1902.

## Descripción
La especie tiene un cuerpo alargado con flancos casi paralelos. Lleva un patrón de manchas marrones o rosadas que sirven como camuflaje. Un pico pronunciado se extiende desde el frente de la cabeza hasta el centro de la espalda en forma de quilla. Los segmentos del pleon se fusionan con el telson. El tamaño promedio es de 40 mm.